# Lamposaari (ö i Norra Savolax, Kuopio, lat 62,70, long 27,79)
Lamposaari är en ö i Finland. Den ligger i sjön Kallavesi och i kommunen Kuopio i den ekonomiska regionen  Kuopio ekonomiska region  och landskapet Norra Savolax, i den centrala delen av landet, 300 km nordost om huvudstaden Helsingfors. Öns area är 7,3 hektar och dess största längd är 450 meter i öst-västlig riktning.